# Michael McBroom
Michael McBroom (Plymouth (Minnesota), Estados Unidos, 16 de mayo de 1991) es un nadador estadounidense especializado en pruebas de estilo libre larga distancia, donde consiguió ser subcampeón mundial en 2013 en los 800 metros.

## Carrera deportiva
En el Campeonato Mundial de Natación de 2013 celebrado en Barcelona ganó la medalla de plata en los 800 metros estilo libre, con un tiempo de 7:43.60 segundos, tras el chino Sun Yang (oro con 7:41.36 segundos) y por delante del canadiense Ryan Cochrane.